# ۴٬۱-دی‌برموبنزن
۴،۱-دی‌برموبنزن (به انگلیسی: 1,4-Dibromobenzene) یک ترکیب شیمیایی است. شکل ظاهری این ترکیب، پودر بلورین سفید است.